# أنطونين سفوبودا
أنطونين سفوبودا (بالتشيكية: Antonín Svoboda)‏ هو عالم حاسوب تشيكي، ولد في 14 أكتوبر 1907 في براغ في التشيك، وتوفي في 18 مايو 1980 في بورتلاند في الولايات المتحدة.